# 狙击电话亭
《絕命鈴聲》（英語：Phone Booth）是一部2003年的美国驚悚犯罪電影。它讲述了在一个电话亭内，一个被狙击手威胁为人质的男人身上发生的故事。电影由 科林·法雷尔、基佛·蘇德蘭、福里斯特·惠特克、凱蒂·荷姆斯和朗妲·米契担任主角。影片的导演是乔尔·舒马赫，由哈里·格雷格森-威廉姆斯配樂。电影原定于2002年11月15日发布，但因为2002年美国马里兰州狙击枪杀案，被迫推迟到2003年4月4日发布。

## 情节
自命為宣傳家的高傲公关人员史都華·谢帕德（科林·法雷尔飾），人稱「史都」，擅長為各方牽線並虛張聲勢以從中取利。工作時離不開手機。他每天固定時間由固定的電話亭给打电话情人潘（凱蒂·荷姆斯飾）。今天在他正要打電話時，一位送餐员（戴尔扬特）外送一个已付過錢的披萨，堅持要交到他手上。急著聯絡情人的斯图在不勝其煩下毫不客气地把人趕走。当他给潘打完电话后，电话铃卻突然响起。斯图接起电话，电话那端的人（基佛·蘇德蘭飾）告诉斯图刚才应该收下披萨，為的是要“准备应付接下来将要发生的事情”。他警告斯图不要离开电话亭。斯图極其不屑。电话那边的人对他说他将替斯图向其妻凯利（朗妲·米契飾）问好。斯图挂上电话，觀察周遭想找出蛛絲馬跡，但一無所獲。
电话再次响起，电话中人聲稱自己過得不好。斯圖試圖與對方談條件，願意替他聯絡要人以取得好工作。對方卻只要他打电话给潘。斯圖不從，對方便自行打給潘，又開了喇叭让斯图能够听到對話。電話中人對她揭露斯图已婚的事實，而斯圖除想跟她睡觉外根本也幫不了什麼忙。電話中人之後又逼著斯圖打電話給凯利自陳外遇事實，否則就要替他打。此時一名妓女要求使用電話以作生意，因為這支電話是方圓數里內唯一一支還能用的公共電話。心煩意亂的斯圖趕走對方，無奈之下打手機給自己老婆，但不敢真的全盤托出。妓女此時找了另一位幹同樣營生的同伴來搶電話亭，氣極敗壞的斯圖與對方對罵，在四方對話的混亂場面中安撫老婆，並讓她掛上電話。
公共电话里的男人警告斯图如果他再次挂电话的话，就開枪击毙他。斯图原本不信，卻在听筒中听到了上膛的声音。被吓坏的斯图說这样会惊动警察。电话中人一槍打壞走到電話亭旁的玩具机器人，未引起任何人注意，再自嘲没能招来警察。
他警告斯图，自己已经杀死过两个人：一个是道貌岸然的恋童癖，另一个是利用内線消息在公司股价崩溃前套现而任令小戶血本無歸的腐敗主管。其間，玩具被打壞的攤主前來理論，電話中人聲稱可以替他「處理」，嚇得斯圖趕緊掏錢讓對方離開。另有一名妓女試圖對他拉生意，卻將斯圖痛罵電話那頭的聲音當成是在羞辱自己，憤而回頭去找自己的皮條客。
三名妓女聯手把她们的皮條客里昂（由约翰·伊诺斯三世扮演）推上前來，要求斯图离开电话亭。史都企圖用錢買個安靜，但里昂為了擺出老大的樣子，手持球棒砸破电话亭，企圖將史都拉出來。狙击手告诉斯图，他被拉出去就會被當成是掛電話，除非史都答應他為之「處理」。已經不知自已在做什麼的史都回了聲好。里昂背後中彈。三名妓女驚惶逃散。
警察闻讯赶来，要求「嫌犯」斯图離開電話亭遭拒，又因周圍觀光客太多而無法使用強力手段。警局队长艾德华上前（福里斯特·惠特克飾）试着與斯图谈判。斯图怕隊長也遭槍殺，揉合自己的創意及被逼着说的言語，聲稱自己正和心理医生通话，羞辱隊長離開，去為自己找律師。几家新闻媒体记者也闻讯赶到，开起现场直播。看到新聞的凱莉也到了現場，史都怕她受波及而把她轟走，於是她走到外圍接受記者採訪。電話中人要求史都對老婆坦承一切以換取他收手，史都照作後他卻又食言。史都憤而掛上電話走出電話亭，卻見狙擊槍的雷射紅點照在老婆額頭上，不得不回到電話亭接電話。
電話中人嘲笑史都只是個自命不凡實則志大才疏的小人，並繼續逼迫他。史都原认为没有任何证据表明他杀人，但是不久他发现了打电话的人事先放在电话亭天花板的一把枪。这足以证明斯图杀了里昂。恰逢潘也來到現場，電話中人逼迫史都取下手槍，或選擇凱莉與潘其中一人任他射殺，或由他自行決定殺誰。史都假裝在巨大壓力下崩潰屈身，實則趁機打手機給老婆。凱莉由自己手機中聽到電話亭中動靜後，轉交給警方。於是警方知道史都受人脅迫，加緊搜查四周建物。

队长拉姆齐 (由福里斯特·惠特克扮演) 在电话亭外与斯图 (由科林·法雷尔扮演)谈判

打电话的人(基弗·萨瑟兰)在救护车中与斯图对话之后走过电话亭

電話中人繼續逼迫史都，要麼拿下天花板上的槍，或在所有人面前坦承自己的惡行。史都終於崩潰，在親人、眾人、與電視轉播前招供自己的人生。警方追查到给凯利打电话的始作俑者，以暗語通知史都即將開始行動。史都開始對電話那頭叫陣，電話中人聲稱將在被捕前再殺人。斯图為防凱莉或潘被當成目標，取下手槍走出電話亭向暗處的槍手挑戰，卻先被佔據制高點的特警射倒。攻堅的警方在廢棄的飯店房間发现了自盡的槍手，伴隨著一部电话和一把狙击枪。警局队长告诉斯图，射他的警察用的是橡膠子弹，所以他很快就会没事。凯利跑了过去，擁吻躺在地下的斯图。警方把发现的尸体用担架抬了下去，夫妻兩人看了狙击手一眼，原來是送披萨的外送員。
斯图在救护车中被注射了一针鎮定劑，在迷離恍惚中見个提着手提箱的男人来到了他的身旁，摸了摸他的皮鞋並表示讚賞。男人表示对披萨外送員之死感到遗憾，并警告斯图，如果放弃了好不容易得到的诚实，他还会再给斯图打电话的。说完後，他面帶微笑地走過殘破的电话亭。片中旁白重覆史都一開始由電話中聽到的聲音：“这很有趣，对吧？当电话铃响起，它可能是来自任何人的，但响着的电话总要有人来接的，不是吗？”之後從容離去，似乎尋找下一個「審判」的目標。此時電話再次響起鈴聲，镜头再由城市延伸到了上方的通訊衛星，再轉為黑暗。最后，传来一个男人的答话聲：「喂？」

## 角色
- 柯林·法洛 飾演 史都·薛佛（Stu Shepard）
- 基佛·蘇德蘭 飾演 打電話的人（The Caller）
- 佛瑞斯·惠特克 飾演 艾德·雷米隊長（Captain Ed Ramey）
- 朗妲·米契 飾演 凱莉·薛佛（Kelly Shepard）
- 凱蒂·荷姆斯 飾演 潘蜜拉·麥法登（Pamela McFadden）
- Maile Flanagan 飾演 拉娜（Lana）
- 班·佛斯特 飾演 大Q（Big Q）（非公表）
- 寶拉·傑·帕克（英语：Paula Jai Parker） 飾演 費莉莎（Felicia）
- 蒂雅·特沙達（英语：Tia Texada） 飾 艾夏（Asia）
- 約翰·伊諾斯三世（英语：John Enos III） 飾演 里昂(Leon)
- 理查·T·瓊斯（英语：Richard T. Jones） 飾演 柯爾警官（Sergeant Cole）
- 基斯·諾布斯（英语：Keith Nobbs） 飾演 亞當(Adam)
- 喬許·派斯（英语：Josh Pais） 飾演 瑪利歐(Mario)
- 傑瑞德·雷托 飾演 巴比（Bobby） （在被刪剪的片段中客串演出）[1]

## 外部連結
- 互联网电影数据库（IMDb）上《狙击电话亭》的资料（英文）
- Box Office Mojo上《狙击电话亭》的資料（英文）
- 豆瓣电影上《狙击电话亭》的資料 （简体中文）
- 爛番茄上《狙击电话亭》的資料（英文）